# Skluz (režim plavby)

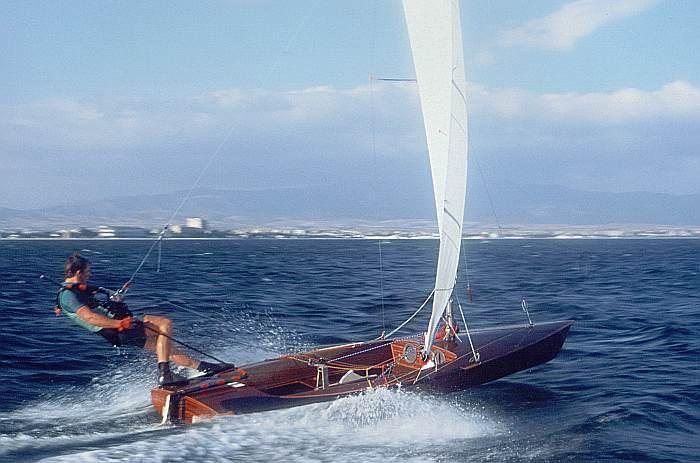
Člun třídy Contender ve skluzu. Příď člunu je zvednutá z vody a záď klouže po hladině

Skluz či plavba ve skluzu je režim pohybu, při kterém plavidlo dosáhne takové rychlosti, že pro jeho chování ve vodě je určující hydrodynamický, nikoli hydrostatický vztlak. Tvar trupu ale musí být pro takový režim plavby konstruován (náběh na přídi pro dosažení skluzu a tvarování trupu pro stabilitu a ovladatelnost při plavbě ve skluzu).
Plavbu ve skluzu využívá mnoho forem vodní dopravy včetně rychlých trajektů, závodních člunů, hydroplánů (při startu a přistání), vodních skútrů a vodních lyží. Pro plavbu ve skluzu je konstruována i většina surfingových prken.
V klidu a v nízké rychlosti je hmotnost plavidla nesena výhradně či převážně hydrostatickou vztlakovou silou (tzv. výtlačný režim plavby). Když se zvyšuje rychlost, zvyšuje se hydrodynamický vztlak. Současně klesá hydrostatický vztlak, protože trup se zvedá z vody a zmenšuje se vytlačený objem. Při určité rychlosti se hydrodynamický vztlak stává převládající silou působící vzhůru na trup a plavidlo se dostává do skluzu.